# River Radamus
River Radamus (Edwards, 12 febbraio 1998) è uno sciatore alpino statunitense.

## Biografia
Attivo in gare FIS dal novembre del 2014, River Radamus ha debuttato in Nor-Am Cup il 1º dicembre 2014 partecipando allo slalom gigante di Aspen e piazzandosi 50º. Nel 2016 ha partecipato ai Giochi olimpici giovanili invernali di Lillehammer 2016, vincendo la medaglia d'oro nel supergigante, nello slalom gigante e nella combinata, e ha conquistato il primo podio in Nor-Am Cup, arrivando 2º nella combinata di Panorama del 13 dicembre 2016. L'anno dopo ha vinto la medaglia d'argento nella combinata ai Mondiali juniores di Åre 2017 e ha esordito in Coppa del Mondo, il 3 dicembre nello slalom gigante di Beaver Creek nel quale non ha portato a termine la prima manche; ai Mondiali juniores di Davos 2009 ha conquistato la medaglia d'argento nel supergigante e nel 2019 si è aggiudicato due medaglie d'oro, nel supergigante e nello slalom gigante, e una d'argento, nella gara a squadre, ai Mondiali juniores disputati sulle nevi della Val di Fassa.
Ai Mondiali di Cortina d'Ampezzo 2021, sua prima presenza iridata, si è piazzato 11º nello slalom gigante, 8º nello slalom parallelo e 6º nella gara a squadre; l'anno dopo ai XXIV Giochi olimpici invernali di Pechino 2022, sua prima presenza olimpica, si è classificato 15º nel supergigante, 4º nello slalom gigante e 4º nella gara a squadre. Ai Mondiali di Courchevel/Méribel 2023 ha vinto la medaglia d'oro nella gara a squadre e si è piazzato 16º nel supergigante, 12º nello slalom gigante, 4º nella combinata e 15º nel parallelo. Il 24 febbraio 2024 ha conquistato il primo podio in Coppa del Mondo nello slalom gigante di Palisades Tahoe (3º); ai Mondiali di Saalbach-Hinterglemm 2025 è stato 19º nel supergigante, 17º nello slalom gigante, 4º nella gara a squadre e non ha completato lo slalom speciale.

## Palmarès

### Mondiali
- 1 medaglia:
  - 1 oro (gara a squadre a Courchevel/Méribel 2023)

### Olimpiadi giovanili
- 3 medaglie:
  - 3 ori (supergigante, slalom gigante, combinata alpina a Lillehammer 2016)

### Mondiali juniores
- 5 medaglie:
  - 2 ori (supergigante, slalom gigante a Val di Fassa 2019)
  - 3 argenti (combinata a Åre 2017; supergigante a Davos 2018; gara a squadre a Val di Fassa 2019)

### Coppa del Mondo
- Miglior piazzamento in classifica generale: 32º nel 2024
- 1 podio (in slalom gigante):
  - 1 terzo posto

### Coppa Europa
- Miglior piazzamento in classifica generale: 57º nel 2021
- 1 podio:
  - 1 secondo posto

### Nor-Am Cup
- Vincitore della Nor-Am Cup nel 2018
- 17 podi:
  - 6 vittorie
  - 7 secondi posti
  - 4 terzi posti

#### Nor-Am Cup - vittorie
| Data             | Località     | Paese       | Specialità |
| ---------------- | ------------ | ----------- | ---------- |
| 11 dicembre 2017 | Panorama     | Canada      | SG         |
| 12 dicembre 2017 | Panorama     | Canada      | KB         |
| 13 dicembre 2017 | Panorama     | Canada      | GS         |
| 8 febbraio 2019  | Sun Valley   | Stati Uniti | GS         |
| 21 marzo 2019    | Sugarloaf    | Stati Uniti | SG         |
| 5 febbraio 2020  | Mont-Édouard | Canada      | GS         |

Legenda:

SG = supergigante

GS = slalom gigante

KB = combinata

### Campionati statunitensi
- 9 medaglie:
  - 5 ori (slalom gigante nel 2020; supergigante nel 2021; supergigante, slalom gigante nel 2024; slalom gigante nel 2025)
  - 2 argenti (supergigante nel 2018; combinata nel 2021)
  - 2 bronzi (supergigante nel 2020; slalom gigante nel 2023)